# Beep Media Player
Pour les articles homonymes, voir BMP et Beep.
Chronologie des versions
Audacious Media Player
Beep Media Player (BMP) est un lecteur audio en logiciel libre distribué sous licence GNU GPL. Il s'agit d'un port de XMMS, utilisant la bibliothèque GTK+, vers GTK+ 2, permettant ainsi une meilleure intégration dans les versions plus récentes de l'environnement de bureau GNOME.
Comme XMMS, BMP ressemble à Winamp et supporte les thèmes de ces deux logiciels. Il est capable de lire la plupart des formats audio courants. Par contre, les extensions d'XMMS ne sont pas immédiatement compatibles avec BMP à cause de la différence de version de GTK+.
Après la sortie de la version 0.9.7.1, l'équipe de développement de BMP a également annoncé l'arrêt de son travail sur ce port pour placer ses efforts sur la génération suivante de BMP, appelée BMPx, qui deviendra à terme BMP 2.0.
Quelques jours après cette annonce, Ariadne Conill décida de créer un fork de BMP dans l'état, Audacious Media Player.